# Ягош, Майкл
Майкл Ягош (англ. Michael Jagosz; 13 декабря 1965 года, Лос-Анджелес, Калифорния, США — 9 марта 2014 года, Голливуд, Калифорния, США) — американский певец и музыкант, один из основателей L.A. Guns. Как вокалист, он был вдохновлён Ронни Джеймсом Дио, Иэном Гилланом и Робом Хэлфордом.

## Биография

### Ранние годы
Ягош родился 13 декабря 1965 года в Лос-Анджелесе, в семье Майкла Роберта и Розы Касерес Ягошей. У Ягоша также есть брат Дэвид Мэриенн. Майкл имеет польские корни.
Во время учёбы в средней школе Фэйрфакса Ягош познакомился с Робом Гарднером, будущим барабанщиком L.A. Guns.
В 1982 году Ягош был вокалистом рок-группы Abattoir в первые дни её существования.

### Pyrrhus
Pyrrhus была основана в 1983 году гитаристом Трейси Ганзом. Помимо него, в составе также были сам Ягош, барабанщик Роб Гарднер и бас-гитарист Дэни Талл.

### L.A. Guns
Вскоре группа была переименована в «L.A. Guns» после того, как Талл был заменён Оле Бейхoм.
В октябре 1984 года Ягоша ненадолго заменил Эксл Роуз после того, как Майкла арестовали после драки в баре. Роуз продержался в группе всего 2 недели. После этого Ягош вновь вернулся в группу.
Единственная запись оригинального состава L.A. Guns «Collector’s Edition No. 1» была выпущена в 1985 году.
Также запись была переиздана сначала в виде дополнительного диска к сборнику «Hollywood Raw: The Original Sessions» в 2004 году, а затем в 2017 году в антологии «A Fistful Of Guns: Anthology 1985—2012».
L.A. Guns была распущена 31 декабря 1984 года после того, как Трейси Ганз присоединился к Hollywood Rose.

### Дальнейшая жизнь
После этого Ягош играл в нескольких группах, включая Eden и Stoneheart, а также вместе с Куртом Джеймсом, бывшим гитаристом Steeler. Примерно в 1990-х годах Ягош ушёл из музыки.
Ягош умер 9 марта 2014 года от аортальной вальвуолапатии. Ему было 48 лет. Его частный мемориал состоялся 1 апреля того же года.
У него остались мать Роза Касерес, сын Майкл Джеффри и брат Дэвид Мэриенн.

## Дискография
с L.A. Guns
- Collector’s Edition No. 1[англ.] (1985)
- Hollywood Raw: The Original Sessions[англ.] (2004)
- A Fistful Of Guns: Anthology 1985—2012 (2017)